# Maximilian Debus
Heinrich Maximilian Debus (* 9. September 1904 in Remscheid; † 28. November 1981 in Stuttgart) war ein deutscher Maler, Grafiker, Designer und Hochschullehrer.

## Leben
Debus machte ab 1921 eine Ausbildung als Lithograf und Wandmaler. Nach seinem Besuch der Bauhausausstellung von 1923 in Weimar studierte er für einige Monate am Bauhaus, bevor er an die Kunstgewerbeschule Wuppertal wechselte. Ab 1926 studierte er dann an den Vereinigten Staatsschulen für freie und angewandte Kunst in Berlin und ab 1928 an der Privatschule von Johannes Itten, ebenfalls in Berlin. Dort wurde er nach seinem Abschluss auch Assistent und später selbst Lehrer. Nach der durch die Nationalsozialisten erzwungenen Schließung der Schule arbeitete Debus als Designer und Grafiker in Südwestafrika. 1938 kehrte er nach Berlin zurück und arbeite im Büro von Ernst Neufert, wo er vor allem an dessen Bauentwurfslehre mitwirkte.
Nach Kriegsende wurde Debus 1946 Professor für Grundlehre der Gestaltung für künstlerische Berufe an der Hochschule für Bildende Kunst Berlin, bevor er 1950 an die Technische Hochschule Stuttgart berufen wurde. Dort unterrichtete er bis 1969 die Grundlehre an der Fakultät für Bauwesen, einen Ruf nach Darmstadt lehnte er 1961 ab. Der Inhalt seiner Grundlehre orientierte sich stark an den Inhalten des Bauhauses und der Itten-Schule. Nach seiner Emeritierung widmete sich Debus wieder der freien künstlerischen Arbeit.
Neben seiner Lehre wirkte Debus auch an mehreren großen Ausstellungen mit: 1953 konzipierte er die Ausstellung „Wohnraum – Bildraum“ für das Unternehmen Knoll im Museum Ulm. 1955 war er mitverantwortlich für die Landesausstellung Baden-Württemberg und war für die grafische Gestaltung der Ausstellung „Die Ausbildung des Architekten“ des Bundes Deutscher Architekten (BDA) zuständig, die für den Kongress der Union Internationale des Architectes (UIA) in Paris 1965 gestaltet wurde.
In Stuttgart war Debus am Wiederaufbau der Staatsgalerie und des Kleinen Hauses der Württembergischen Staatstheater beteiligt. Hier war er insbesondere für die Inneneinrichtung verantwortlich, genau so wie für einige Gebäude der Universität Stuttgart. Für das Kollegiengebäude I und die Universitätsbibliothek Stuttgart entwarf er 1961 eine eigene Schrift, die so genannte „einschrift“. Als Grafiker und Designer war Debus auch an anderen Projekten beteiligt, so entwarf er beispielsweise ein Badezimmer für das Unternehmen Ideal Standard. Von 1961 bis 1962 war der Kunsthistoriker und spätere Rektor der Staatlichen Akademie der Bildenden Künste Stuttgart, Wolfgang Kermer, künstlerischer und wissenschaftlicher Mitarbeiter am Lehrstuhl Maximilian Debus. Mit einer Präsentation von Kermers „Fotografik“ und Aquarellen von Edgar Ehses startete Debus im Dezember 1961 unter dem Titel „Kunst in der Vitrine“ eine Ausstellungsreihe in der Architekturfakultät der TH Stuttgart.
In seinen Werken der freien Kunst ist eine Frühphase von den 1920er Jahren bis ca. 1946 von einer Spätphase nach 1970 zu unterscheiden.
Aus der Ehe mit Astrid Debus-Steinberg stammt eine Tochter, die Künstlerin Martina Debus (* 1963).

## Ausstellungen
- 1981: „Form, Farbe, Transparenz – Maximilian Debus“, Studiengalerie Studium Generale Universität Stuttgart
- 1981: „Bilder – Zeichnungen – Aquarelle“, Galerie Karl & Faber, München
- 1982: „Maximilian Debus: Bilder, Aquarelle, Zeichnungen“, Bauhaus-Archiv, Berlin

## Schriften
- Technik der Schriftgestaltung: eine Anleitung für die Praxis. R. Müller, Eberswalde 1933.
- Farbe im Schulhaus. In: Erika Brödner, Immanuel Kroeker (Hrsg.): Moderne Schulen. Rinn, München 1951, S. 25–27.